# FC Paradiso
Der FC Paradiso ist ein Schweizer Fussballverein aus der Gemeinde Paradiso im Schweizer Kanton Tessin.

## Geschichte
Der FC Paradiso wurde am 1. September 1917 gegründet, erster Präsident war Eugenio Foglia. Der Schuhmacher Luigi Butti, ein Freund des Vereins, konnte von einer in Liquidation befindlichen Strickwarenfabrik in Como zu einem Spottpreis etwa dreissig grüne Trikots mit weissem Kragen kaufen, die zusammen mit den weissen Shorts zu den Vereinsfarben wurden. Am 13. Juni 1921 wurde der FC Paradiso in den 1919 gegründeten Tessiner Fussballverband aufgenommen. Anfänglich spielte der Verein auf dem Platz der Giovani Calciatori Luganesi in der 1920 eröffneten Madonnetta. 1924 bekam er sein eigenes Spielfeld in Noranco.
In der Saison 1927/28 feierte der FC Paradiso seinen ersten grossen Erfolg, als er von der Tessiner Serie B mit 18 Punkten aus 12 Spielen in die Tessiner Serie A aufstieg. Nach der durch die Mobilisierung im Zweiten Weltkrieg bedingten Zwangspause wurde er in den Schweizerischen Fussballverband aufgenommen und nahm 1948/49 an der Tessiner Regionalmeisterschaft der 4. Liga teil. In der Saison 1949/50 belegte der Verein den ersten Platz in der 2. Gruppe der 4. Liga und stieg in die 3. Liga auf.
Die Saison 1971/72 beendete der Verein mit sechs Punkten auf dem letzten Platz in seiner Gruppe und stieg wieder in die 4. Liga ab. Dort wurde er 1972/73 Zweiter, wobei er den zum Aufstieg berechtigten ersten Platz erst im letzten Spiel verlor. 1973/74 belegte er nur den siebten Platz, aber in der folgenden Saison 1974/75 wurde er Gruppensieger und stieg nach Entscheidungsspielen um den Aufstieg gegen den FC Mendrisio (unentschieden) und den FC Vernate (Sieg) in die 3. Liga zurück. Nach vier Saisons in der 3. Liga stieg der Verein wieder in die 4. Liga und 1988/89 sogar für eine Saison in die 5. Liga ab. In den neun Jahren, in denen er in der 4. Liga spielte, kam er nie über den vierten Platz hinaus (1984/85 und 1985/86).
In der Saison 1991/92 besiegte der FC Paradiso im letzten Spiel seinen direkten Konkurrenten Lamone-Cadempino mit 2:1, wurde Gruppensieger und stieg damit in die 3. Liga auf, allerdings um bereits in der nächsten Saison wieder in die 4. Liga und in der übernächsten sogar in die 5. Liga abzusteigen, wo er zwei Saisons lang blieb. 1995/96 wurde der nun vom ehemaligen Nationalspieler Pierre Baffi trainierte Verein Gruppensieger und stieg ungeschlagen wieder in die 4. Liga auf.
In der Jubiläumssaison 2017/18 stieg der von Andrea Lanza trainierte Verein in die 2. Liga interregional auf. 2018 gewann er auch den Tessiner Supercup gegen den Sieger des Tessiner Cups AC Malcantone. In der Saison 2018/19 wurde der Verein Meister der 2. Liga interregional und stieg in die 1. Liga auf. In der Saison 2020/21 sicherte er sich mit zwei Auswärtssiegen gegen den FC Thalwil und den FC Meyren die erstmalige Qualifikation für den Schweizer Cup. Dort gewann er gegen den 1.-Liga-Aufsteiger SC YF Juventus mit 3:1 und verlor gegen den Challenge-League-Aufsteiger FC Aarau erst in der 87. Minute. In der gleichen Saison verpasste der Verein den Aufstieg in die Promotion League nur knapp. Diesen erreichte er als vorläufigen Höhepunkt der Vereinsgeschichte dann in der Saison 2022/23 mit dem Sieg in der 3. Gruppe der 1. Liga Classic.